# Глевець
Глевець (пол. Glewiec) — село в Польщі, у гміні Конюша Прошовицького повіту Малопольського воєводства. Населення — 251 особа (2011).
У 1975-1998 роках село належало до Краківського воєводства.

## Демографія
Демографічна структура станом на 31 березня 2011 року:
|          | Загалом | Допрацездатний вік | Працездатний вік | Постпрацездатний вік |
| -------- | ------- | ------------------ | ---------------- | -------------------- |
| Чоловіки | 134     | 23                 | 93               | 18                   |
| Жінки    | 117     | 22                 | 68               | 27                   |
| Разом    | 251     | 45                 | 161              | 45                   |